# Tao Kae Noi

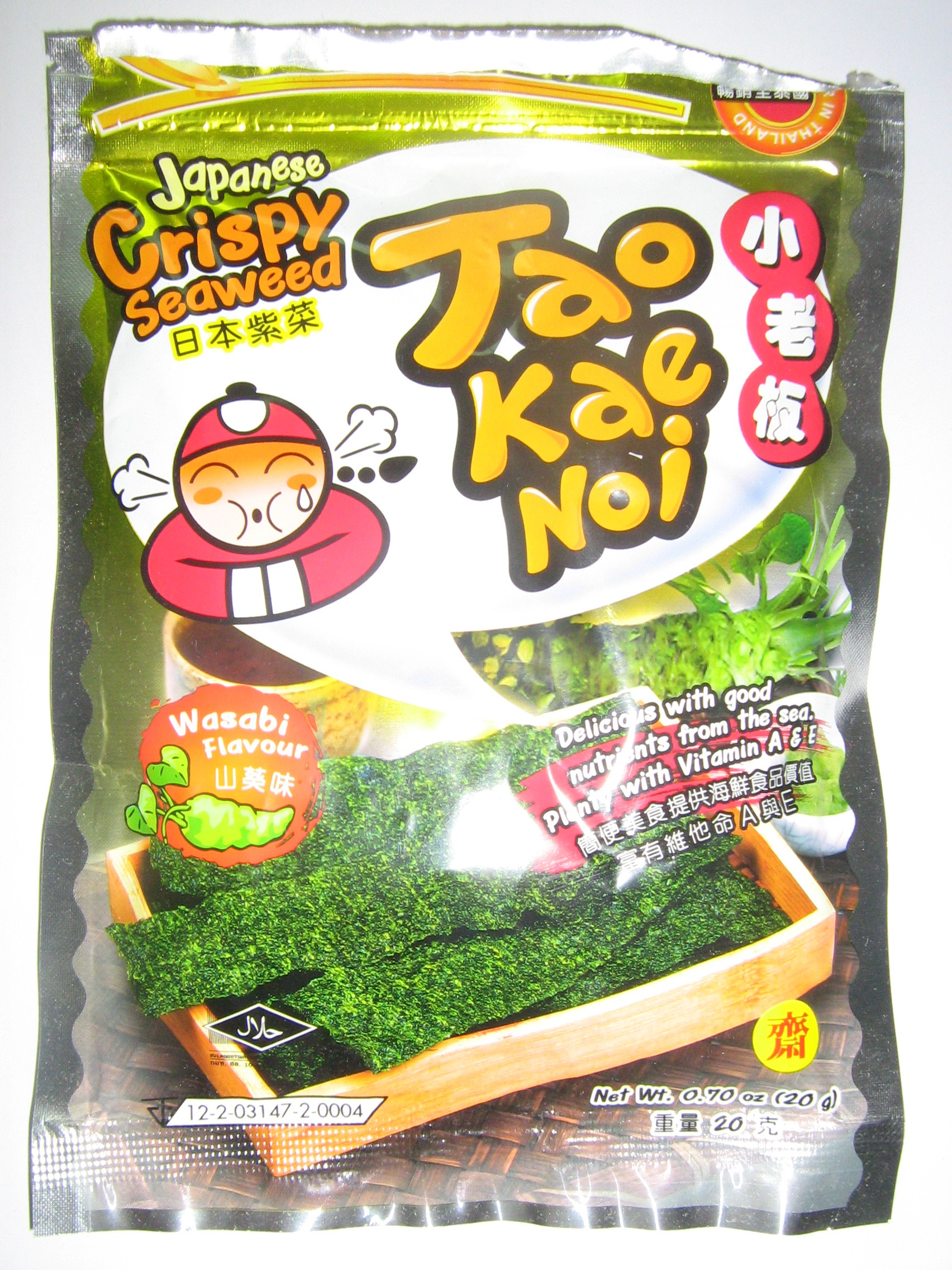

Tao Kae Noi là một công ty sản xuất thức ăn nhẹ của Thái Lan với sản phẩm chủ yếu là rong biển chiên. Công ty được thành lập tại Thái Lan vào năm 2004 và trở thành nhà sản xuất sản phẩm rong biển đứng đầu, chiếm 70% thị phần ở Thái Lan trong thời điểm hiện tại.

## Lịch sử
Tao Kae Noi được thành lập tại Thái Lan năm 2004 bởi Aitthipat Kulapongvanich (còn được gọi là TOB). Cơ sở sản xuất Tao Kae Noi tại Nonthaburi và Pathumthani, Thái Lan. Khi còn là một học sinh trung học, TOB rất thích chơi trò chơi video. Ông đã thành công trong việc chơi trò chơi trực tuyến và bán điểm trò chơi của mình cho người chơi khác. Đây là khởi đầu của việc kiếm tiền, công việc này cho ông rất nhiều tiền cho đến khi ông tích lũy hàng trăm hàng ngàn baht.
Sau khi chương trình chơi game trực tuyến bắt đầu mất lợi nhuận, ông đã cố gắng để tìm cách khác. Ông bắt đầu bán rang hạt dẻ rang dưới thương hiệu "Tao Kae Noi", có nghĩa là "Cậu chủ nhỏ" ("Tao Kae" có nguồn gốc từ Phúc Kiến 头 家 Thầu ke, có nghĩa là "ông chủ", và "Noi" Thái Lan cho "nhỏ"). Ông đã bán nhượng quyền thương mại hạt dẻ Tao Kae Noi cho 30 cá nhân. Thấy rằng ông có thể bán một thương hiệu rất nhiều, ông quyết định bán một sản phẩm mới. Ông cố gắng bán nhiều sản phẩm như hạt dẻ, nhãn khô rang, và rong biển. Vàsản phẩm bán chạy nhất là rong biển chiên. Điều này là nguồn cảm hứng của ông trong việc tiếp tục đưa rong biển chiên lên đầu thương hiệu "Tao Kae Noi".
Từ đó, Rong biển "Tao Kae Noi" trở nên rất thành công ở Thái Lan. Aitthipat bây giờ là một tỷ phú và chủ sở hữu của công ty Tao Kae Noi.

## Sản phẩm

### Rong biển
Tao Kae Noi sản xuất nhiều loại rong biển với nhiều hương vị. "Crispy seaweed" được sản xuất từ rong biển Nhật Bản, "Hi Tempura" rong biển chiên bột, "Roasted seaweed" rong biển Nhật Bản phơi khô và" Super Crisp ", rong biển nướng được xem là sản phẩm chính của công ty.

### Tao Kae Noi Land
Tao Kae Noi Land là cửa hàng bán đồ ăn nhẹ. Các sản phẩm thức ăn nhẹ của Tao Kae Noi bao gồm rong biển với hương vị khác nhau như rong biển chiên, rong biển rang, rong biển nướng và rong biển chiên bột. Bên cạnh những sản phẩm rong biển, có cả cá chiên, nhiều loại đậu phộng, bắp rang, bánh mì nướng giòn, khoai tây chiên, nước giải khát...